# Cardiolpium stupidum
Cardiolpium stupidum är en spindeldjursart som först beskrevs av Beier 1963.  Cardiolpium stupidum ingår i släktet Cardiolpium och familjen Olpiidae. Inga underarter finns listade.